# 河合亞美
河合 亞美（かわい あみ、1967年12月15日 - ）は、日本の女優。東京都出身。身長168cm。サティスファクション所属。旧芸名河合 亜美（読み同じ）。

## 略歴
実践女子学園中学校・高等学校、実践女子大学文学部英文学科卒。
小学校卒業までは劇団こまどりに所属し、子役として活動するも学業上の都合により活動を休止。その後、大学在学中にスカウトを受け芸能活動を再開。
1992年恐竜戦隊ジュウレンジャーでラミイ役を演じ脚光を浴びる。2005年に日本舞踊藤間流（勘右衛門派）の名取となり、藤間 絢也（ふじま あや）を名乗る。

## 出演

### テレビドラマ
- あぶない少年III
- 女も男もなぜ懲りない
- はぐれ刑事純情派
- さすらい刑事旅情編
- 刑事貴族
- 1年B組新八先生 第1話（1980年）
- あぶない少年（1987年）
- すてきな三角関係 壁際族に花束を（1987年）
- あぶない少年II（1988年）
- メタルヒーローシリーズ
  - 機動刑事ジバン（1989年 - 1990年） - マーシャ 役
  - 特救指令ソルブレイン 第43話「二つの顔を持つ女」（1991年） - 原島律子 役
  - 重甲ビーファイター 第10話（1995年） - 傭兵バーラ 役
- 東芝日曜劇場
  - センチメンタルジャーニー（1991年）
  - もう一度、春（1992年）
- スーパー戦隊シリーズ
  - 恐竜戦隊ジュウレンジャー（1992年 - 1993年） - ラミイ 役
  - 忍者戦隊カクレンジャー 第17話（1994年） - 美女、アミキリの声 役
- パワーレンジャー（1993年 - 1994年） - スコルピーナ 役 ※『ジュウレンジャー』の海外リメイク版、声はウェンディー・リーが担当
- ホテルドクター（1993年）
- 京都ミス映画村殺人事件（1993年）
- 能登半島・女の殺人風景（1994年）
- 木曜の怪談 ゴーストハンター早紀（1996年）
- 警部補 佃次郎4「仮説の行方」（1997年）
- 金曜エンタテイメント 浅見光彦シリーズ
  - 9「斎王の葬列」（1999年） - 塚越綾子 役
  - 11「皇女の霊柩」（2001年）
  - 13「津軽殺人事件」（2001年）
- 宗谷本線殺人事件（2001年）

### 映画
- 劇場版 機動刑事ジバン（1989年） - マーシャ 役
- ファンキー・モンキー・ティーチャー2「東京進攻大作戦」（1992年）
- ぷるぷる・天使的休日（1993年）
- 人造人間ハカイダー（1995年） - アミ 役
- プロゴルファー織部金次郎

### オリジナルビデオ
- 極道ステーキ 1～3
- 用心坊・極道狩り

### 一般番組
- 純さんの面白鉄道研究所
- ビジネスズームアップ
- ジャスト
- 土曜スペシャルほのぼの列車の旅
- ふれあい出会い旅
- 情報!もぎたてサラダ
- ハイビジョンでこんにちは

### 舞台
- パスタとかけそば - スケバンリーダー 役
- 幻の街